# Nothomiza flavicosta
Nothomiza flavicosta là một loài bướm đêm trong họ Geometridae.